# Moni Stănilă
Moni Stănilă (n. 9 februarie 1978, Tomești, Timiș) este o scriitoare și jurnalistă română.

## Date biografice
Moni Stănilă s-a născut în Tomești, județul Timiș, 1978. A studiat teologie ortodoxă la Timișoara și Sibiu.
O parte dintre poemele sale au fost traduse în germană, engleză, franceză, suedeză, rusă, azeră, catalană, turcă, maghiară ș.a. A apărut în numeroase antologii din țară și din străinătate și este considerată printre cele mai reprezentative poete contemporane. A participat din partea României sau a republicii Moldova la festivaluri, târguri de carte și evenimente literare în Germania, Franța, Turcia, Belgia. Opera sa a fost apreciată critic de numeroși critici literari, printre care Luminița Corneanu, Graziela Benga Octavian Soviany, Gellu Dorian, Nichita Danilov, Simona Constantinovici ș.a. Cărțile sale Războiul solomonarilor; Editura Polirom Junior, 2018 și Brâncuși sau cum a învățat țestoasa să zboare, biografie a sculptorului Constantin Brâncuși; Editura Polirom, 2019, s-au aflat în top 5 cărți vândute de editura Polirom la târgurile de carte Bookfest (2018) și Gaudeamus (2019). 
Din 2010 trăiește la Chișinău (Republica Moldova), unde, împreună cu soțul ei Alexandru Vakulovski, organizează Cenaclul „Republica” al Bibliotecii Municipale B. P. Hasdeu, care de-a lungul anilor a întrunit peste cincizeci de autori români și un număr mai restrâns de autori străini. Între anii 2011 și 2019 a activat ca editorialistă la ziarul de limbă română Timpul de dimineață.

## Volume publicate
- Iconostas (jurnal de convertire, tematică religioasă), Editura Graphe, București, 2007
- Postoi parovoz. confesiunile dogmatistei, poezie, Editura Ninpress-Charmides, București, 2009
- Sagarmatha,  un poem, Editura Tracus-Arte, București, 2012
- Al 4-lea, roman, Editura Tracus-Arte, București, 2013[8]
- Colonia fabricii, poem, Editura Cartea Românească, București, 2015
- O lume din evantaie, pe care să nu o împarți cu nimeni; Editura Charmides, 2017
- Războiul solomonarilor; Editura Polirom Junior, 2018[9]
- Brâncuși sau cum a învățat țestoasa să zboare, biografie a sculptorului Constantin Brâncuși; Editura Polirom, 2019[10]
- Țipă cât poți, roman, Editura Polirom, 2020
- Ale noastre dintru ale noastre, poezie, Casa de Editură ”Max Blecher”, 2020
- Ofsaid, poezie, Editura Nemira, Colecția Vorpal, 2022

## Premii (selectiv)
- Premiul pentru poezie, Tabăra literară de la Săvîrșin, ediția a III-a, 2009
- Premiul „Tiuk!” pentru debut
- Premiul Ministerului Culturii din Republica Moldova pentru volumul postoi parovoz. confesiunile dogmatistei, în cadrul Salonului Internațional de Carte (SIC), Biblioteca Națională, Chișinău, 2011
- Premiul pentru poezie „Noii barbari” pentru Sagarmatha, 2013
- Premiul „Transmodernitate” al Ministerului Culturii din Republica Moldova pentru Sagarmatha, în cadrul SIC, Biblioteca Națională, Chișinău, 2013
- Premiul Uniunii Scriitorilor din Moldova în 2019 pentru volumul Războiul solomonarilor [11]
- Premiul Uniunii Scriitorilor din Moldova pentru roman, pentru volumul Brâncuși sau cum a învățat țestoasa să zboare ș.a.
- Nominalizare pentru premiul de debut Opera Prima, Botoșani, cu postoi parovoz. confesiunile dogmatistei, 2010
- Nominalizare la Premiile Radio România Cultural în anul 2016 pentru volumul Colonia fabricii.[12]
- Premiul Radio România Cultural în anul 2023 pentru volumul de poezie Ofsaid, Editura Nemira, 2022
- Premiul Observator Cultural în anul 2023 pentru volumul de poezie Ofsaid, Editura Nemira, 2022